# Löwenbrauerei Hall
Die Löwenbrauerei Hall Fr. Erhard GmbH & Co. KG ist eine mittelständische deutsche Privatbrauerei aus Schwäbisch Hall in Hohenlohe im Nordosten Baden-Württembergs. Sie vertreibt ihre Biere und Biermischgetränke unter dem Namen Haller Löwenbräu vorrangig in den umliegenden Landkreisen der Region.
Neben der Brauerei gehört seit 1968 die Wildbadquelle zur Löwenbrauerei Hall. Die Wildbadquelle produziert Mineralwässer und Limonaden. Im Unternehmen mit seinen Tochtergesellschaften sind etwa 70 Mitarbeiter beschäftigt. Das Unternehmen ist Mitglied der Freien Brauer sowie bei slowBREWING e.V.

## Geschichte

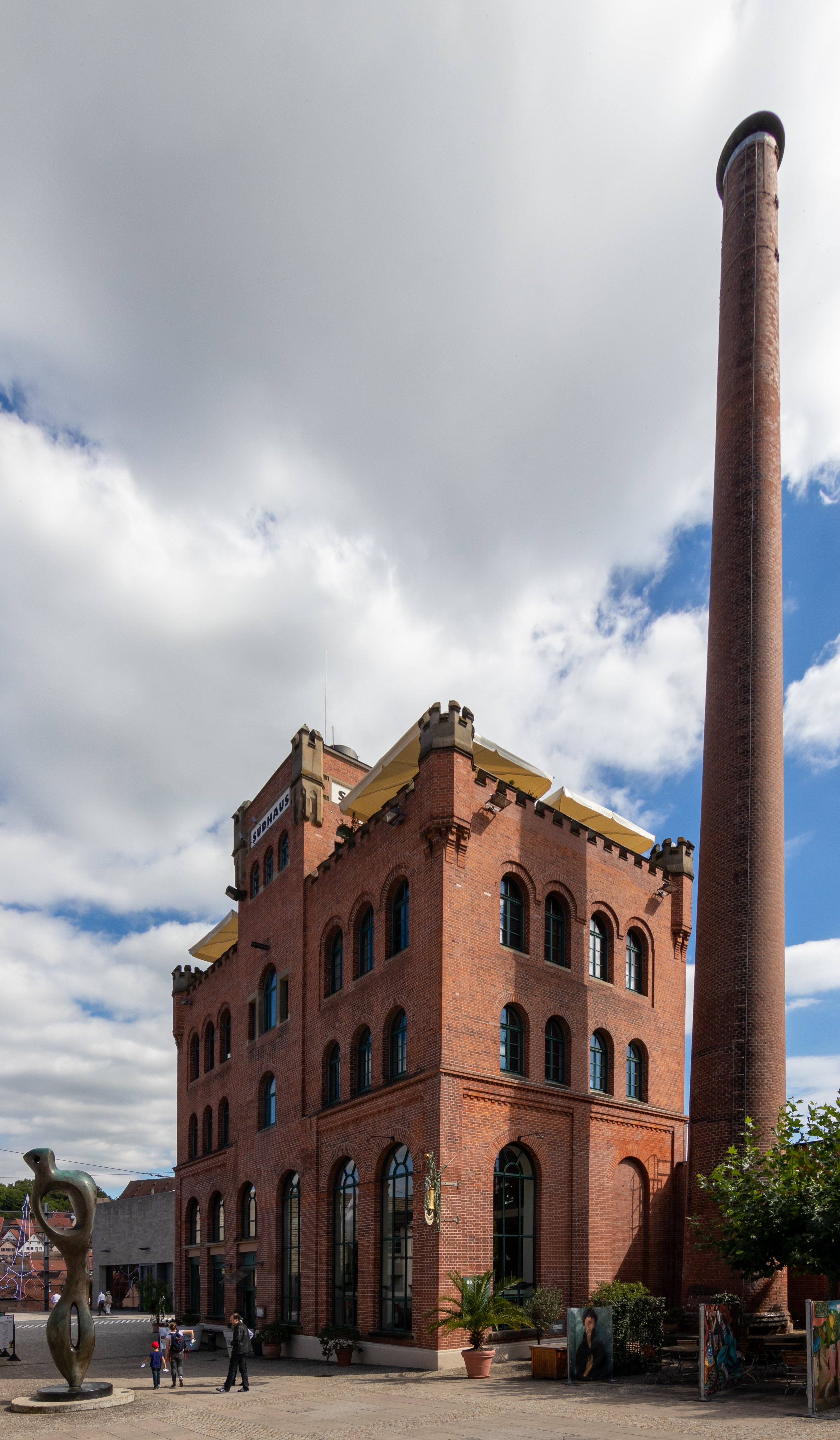
Sudhaus von 1903

Die Ursprünge der Löwenbrauerei Hall gehen auf die Haller Familie Deutelin zurück, die seit 1724 Bier braut. 1851 baute Georg Friedrich Deutelin eine neue Gastwirtschaft samt angeschlossener Braustätte – das Gasthaus „Zum Löwen“ – in Schwäbisch Hall. Friedrich Erhard, ein Brauer aus der Region, der in die Familie Deutelin eingeheiratet hatte, erweiterte die Lokalbrauerei und war damit Gründer der Löwenbrauerei Hall. Das Unternehmen befindet sich seit der Gründung durch Friedrich Erhard in Familienbesitz.
Der Bau eines neuen Sudhauses erfolgte im Jahr 1903 in der Haller Katharinenvorstadt. Es steht auf dem heutigen Areal der Kunsthalle Würth. Ende der achtziger Jahre folgte aus Platzgründen der Umzug der Löwenbrauerei Hall in die Ritterwiese vor die Tore der Altstadt, wo bis heute das „Haller Löwenbräu“ gebraut wird.
Der Bezug der für den Brauprozess erforderlichen Rohstoffe Wasser, Hopfen und Malz erfolgt soweit möglich ausschließlich regional. Das Brauwasser kommt von den umliegenden Mineralquellen der Wildbadquelle aus dem Schwäbisch-Fränkischen Wald. Nachdem der Hopfen zunächst in eigenen Hopfengärten angebaut wurde, bezieht die Löwenbrauerei Hall diesen seit den 1940er Jahren aus Baden-Württemberg sowie aus den nahegelegenen Anbaugebieten in Bayern. Die Braugerste und damit das Malz wird aus baden-württembergischen Mälzereien bezogen.

## Sortiment
Die Löwenbrauerei Hall hat ganzjährig rund ein Dutzend Biersorten im Sortiment. Hierzu gehören verschiedene Rezepturen der Sorten Helles, das unter dem Namen „Meistergold“ verkauft wird, sowie Pils und Weizenbiere. Hinzu kommen noch saisonale Biersorten wie Osterbier, Volksfestbier, Weihnachtsbier und temporär ein dunkles Bockbier „Böckle“. Insbesondere die Mohrenköpfle-Biere, die nach den regional-typischen Schwäbisch-Hällischen Landschweinen benannt sind, gelten als regionale Bierspezialitäten.
- Ganzjährig: Meistergold, Hell, Limes Pilsner, Edel Pils, Radler, Natur-Radler, Mohrenköpfle,  Mohrenköpfle Hefe-Weizen, Hefe-Weizen hell, Kristallweizen, Hefeweizen Alkoholfrei, Meistergold Alkoholfrei, Natur-Radler Alkoholfrei.
- Saisonale Sorten: Sommerbier, Osterbier (auch Hasenbräu genannt), Volksfestbier, Weihnachtsbier.

## Auszeichnungen
Die Löwenbrauerei Hall wurde vom Testzentrum Lebensmittel der Deutschen Landwirtschafts-Gesellschaft (DLG) mit dem „Preis der Besten“ in Gold ausgezeichnet. Des Weiteren werden das Haller Löwenbräu Edel-Pils, Haller Löwenbräu Meistergold Spezial, Haller Löwenbräu Mohrenköpfle, Haller Löwenbräu Hefe-Weizen  und das Limes Pilsner seit vielen Jahren jährlich mit DLG-Gold-Medaillen ausgezeichnet.

## Sponsoring
Seit dem Jahr 2000 ist die Brauerei Trikotpartner des erfolgreichen American-Football-Teams Schwäbisch Hall Unicorns. Daneben unterstützt die Löwenbrauerei Hall eine Vielzahl an Vereinen aus den Bereichen Sport, Soziales und Kultur in der Region.